# Copa Italia 1939-40
La Copa Italia 1939-40 fue la sexta edición del torneo. Fiorentina salió campeón tras ganarle al Genova 1 a 0.

## Resultados

### Calificación
|                         | 3.9.1939   |                        |
| ----------------------- | ---------- | ---------------------- |
| Fiumana                 | 6 - 0      | Ampelea Isola d'Istria |
| Ponziana                | 5 - 0      | Grion Pola             |
| Sandonà                 | 4 - 1      | Pordenone              |
| Pro Gorizia             | 3 - 4*     | Monfalcone             |
| Sacilese                | n.d.       | Treviso                |
| Lanerossi Schio         | 4 - 4*     | Marzotto Valdagno      |
| ACIVI Vicenza           | 4 - 0      | Mestre                 |
| Trento                  | 1 - 1*     | Audace San Michele     |
| Mantova                 | 2 - 1      | Rovigo                 |
| Casalini Brescia        | 2 - 1      | Pirelli Milano         |
| Parma                   | 5 - 1      | Pavese                 |
| Piacenza                | 0 - 2 tav. | Cremonese              |
| Reggiana                | 2 - 0      | Redaelli Rogoredo      |
| Crema                   | 4 - 1      | Falck Sesto S.Giovanni |
| Monza                   | 2 - 1      | Pro Ponte S.Pietro     |
| Como                    | 3 - 2      | Seregno                |
| Varese                  | 3 - 0      | Lecco                  |
| Ardens Cene             | 1 - 5      | Alfa Romeo Milano      |
| Cantù                   | 2 - 1      | Codogno                |
| Caratese                | 2 - 1      | Cusano Milanino        |
| Pro Patria              | 2 - 3      | Legnano                |
| Gallaratese             | 1 - 4      | Omegna                 |
| Biellese                | 5 - 0      | Juventus Domo          |
| Asti                    | 1 - 1*     | Casale                 |
| Savigliano              | 5 - 3      | Pinerolo               |
| Savona                  | 3 - 1      | Cuneo                  |
| Acqui                   | n.d.       | Vado                   |
| Cavagnaro Genova-Sestri | 6 - 0      | Tigullia               |
| Albingaunia             | 1 - 2      | Andrea Doria           |
| Pontedera               | 2 - 1      | Spezia                 |

|                     | 3.9.1939 |                    |
| ------------------- | -------- | ------------------ |
| Entella             | 2 - 1    | Littorio Rivarolo  |
| Carrarese           | 2 - 1    | Empoli             |
| Prato               | 4 - 1    | Le Signe           |
| Grosseto            | 1 - 2    | Cecina             |
| Arezzo              | 1 - 3    | Sangiovannese      |
| Montevarchi         | 5 - 0    | Tiferno Castello   |
| Ravenna             | 6 - 1    | Baracca Lugo       |
| Forlì               | 0 - 3    | Carpi              |
| Rimini              | 3 - 0    | Vis Pesaro         |
| Spal                | 6 - 0    | Forlimpopoli       |
| Borzacchini Terni   | n.d.     | Jesi               |
| Foligno             | 3 - 1    | Gubbio             |
| Fano                | 3 - 0    | Ascoli             |
| Sambenedettese      | 0 - 3    | Maceratese         |
| Orbetello           | 2 - 7    | M.A.T.E.R. Roma    |
| L'Aquila            | 0 - 1    | Supertessile Rieti |
| Pescara             | 4 - 0    | Giulianova         |
| Dinasimaz Popoli    | 3 - 1    | Teramo             |
| Savoia              | 5 - 0    | Alba Trastevere    |
| Civitavecchia       | 2 - 1    | Bagnolese          |
| Stabia              | 2 - 1    | Sora               |
| Baratta Battipaglia | 1 - 0    | Potenza            |
| Taranto             | 1 - 4    | Salernitana        |
| Molfetta            | 0 - 2    | Bisceglie          |
| Lecce               | 1 - 1*   | Pro Italia Taranto |
| Brindisi            | 5 - 1    | Foggia             |
| Messina             | 2 - 1    | Cosenza            |
| Siracusa            | 1 - 1*   | Agrigento          |

* después del tiempo suplementario. Jesi, Sacilese y Vado se retiraron.
Spareggi: Agrigento-Siracusa 0-0 dts; Audace San Michele-Trento 2-0; Casale-Asti n.d.; Marzotto Valdagno-Lanerossi Schio 4-3; Pro Italia Taranto-Lecce 2-1. Siracusa calificó por sorteo, Asti se retiró.

### Primera fase
|                         | 10.9.1939 |                    |
| ----------------------- | --------- | ------------------ |
| Fiumana                 | 4 - 0     | Ponziana           |
| Monfalcone              | 2 - 2*    | Sandonà            |
| Treviso                 | 3 - 2     | Marzotto Valdagno  |
| ACIVI Vicenza           | 2 - 1     | Audace San Michele |
| Mantova                 | 4 - 3*    | Casalini Brescia   |
| Parma                   | 1 - 0*    | Cremonese          |
| Reggiana                | 3 - 2*    | Crema              |
| Monza                   | 2 - 1     | Como               |
| Varese                  | 0 - 0*    | Alfa Romeo Milano  |
| Caratese                | 2 - 2*    | Cantù              |
| Legnano                 | 4 - 1     | Omegna             |
| Biellese                | 2 - 0     | Casale             |
| Savona                  | 5 - 0     | Savigliano         |
| Cavagnaro Genova-Sestri | 3 - 2     | Acqui              |
| Valpolcevera            | 2 - 0     | Andrea Doria       |
| Pistoiese               | 0 - 1     | Pontedera          |

|                    | 10.9.1939 |                     |
| ------------------ | --------- | ------------------- |
| Entella            | 4 - 0     | Carrarese           |
| Prato              | 8 - 0     | Cecina              |
| Sangiovannese      | 2 - 0*    | Montevarchi         |
| Carpi              | 3 - 2     | Ravenna             |
| Spal               | 2 - 3     | Rimini              |
| Borzacchini Terni  | 2 - 0     | Foligno             |
| Maceratese         | 1 - 0     | Fano                |
| Supertessile Rieti | 0 - 3     | M.A.T.E.R. Roma     |
| Pescara            | 2 - 1*    | Dinasimaz Popoli    |
| Savoia             | 1 - 0     | Civitavecchia       |
| Stabia             | 3 - 2     | Baratta Battipaglia |
| Salernitana        | n.d.      | Siderno             |
| Bisceglie          | 4 - 0     | Manfredonia         |
| Brindisi           | 0 - 0*    | Pro Italia Taranto  |
| Messina            | 0 - 1     | Siracusa            |
| Cagliari           | 9 - 0     | Terranova           |

* luego del tiempo suplementario. Siderno se retiró.
Spareggi: Alfa Romeo Milano-Varese 0-1; Cantù-Caratese 1-0; Pro Italia Taranto-Brindisi 2-1; Sandonà-Monfalcone 2-1.

### Segunda fase
|               | 17.9.1939 |                         |
| ------------- | --------- | ----------------------- |
| Fiumana       | 4 - 0     | Sandonà                 |
| ACIVI Vicenza | 5 - 1     | Treviso                 |
| Reggiana      | 2 - 1     | Mantova                 |
| Parma         | 0 - 1*    | Varese                  |
| Legnano       | 2 - 3     | Monza                   |
| Biellese      | 3 - 1     | Cantù                   |
| Entella       | 1 - 2     | Cavagnaro Genova-Sestri |
| Savona        | 2 - 0     | Valpolcevera            |

|                    | 17.9.1939 |               |
| ------------------ | --------- | ------------- |
| Pontedera          | 1 - 0     | Prato         |
| M.A.T.E.R. Roma    | 4 - 1     | Sangiovannese |
| Rimini             | 1 - 3*    | Carpi         |
| Borzacchini Terni  | n.d.      | Cagliari      |
| Pescara            | 2 - 2*    | Maceratese    |
| Savoia             | 2 - 1*    | Salernitana   |
| Pro Italia Taranto | 1 - 2     | Bisceglie     |
| Stabia             | 1 - 2     | Siracusa      |

* luego del tiempo suplementario. Cagliari se retiró.
Spareggio: Maceratese-Pescara 6-0.

#### Calificación para la Serie B
|          | 10.9.1939 |         |
| -------- | --------- | ------- |
| Atalanta | 4 - 2     | Udinese |
| Padova   | 0 - 1     | Brescia |

### Tercera fase
|                         | 12.11.1939 |              |
| ----------------------- | ---------- | ------------ |
| Fiumana                 | 1 - 0      | Verona       |
| ACIVI Vicenza           | 4 - 2*     | Monza        |
| Reggiana                | 4 - 0      | Vigevano     |
| Varese                  | 4 - 1      | Fanfulla     |
| Atalanta                | 3 - 3*     | Brescia      |
| Biellese                | 5 - 4      | Pro Vercelli |
| Cavagnaro Genova-Sestri | 2 - 1      | Sanremese    |
| Savona                  | 1 - 0      | Alessandria  |

|                   | 12.11.1939 |                 |
| ----------------- | ---------- | --------------- |
| Carpi             | 1 - 1*     | Pontedera       |
| Lucchese          | 0 - 1      | Livorno         |
| Catania           | 5 - 2      | M.A.T.E.R. Roma |
| Borzacchini Terni | 0 - 1      | Siena           |
| Maceratese        | 1 - 0*     | Pisa            |
| Anconitana        | 2 - 2*     | Molinella       |
| Savoia            | 2 - 1      | Bisceglie       |
| Siracusa          | 1 - 0      | Palermo         |

* luego del tiempo suplementario.
Spareggi: Brescia-Atalanta 4-0; Molinella-Anconitana 0-1; Pontedera-Carpi 1-0.

### Dieciseisavos de final
|            | 24.12.1939 |                         |
| ---------- | ---------- | ----------------------- |
| Novara     | 0 - 2      | Milano                  |
| Fiorentina | 7 - 1      | Cavagnaro Genova-Sestri |
| Triestina  | 1 - 2*     | Lazio                   |
| Maceratese | 3 - 2      | ACIVI Vicenza           |
| Roma       | 6 - 1      | Pontedera               |
| Biellese   | 0 - 3      | Juventus                |
| Brescia    | 4 - 2      | Siracusa                |
| Ambrosiana | 1 - 2      | Torino                  |
| Anconitana | 1 - 3      | Modena                  |
| Venezia    | 2 - 1      | Varese                  |
| Savoia     | 1 - 3      | Napoli                  |
| Reggiana   | 1 - 2*     | Genova                  |
| Siena      | 5 - 3      | Savona                  |
| Bari       | 2 - 0      | Catania                 |
| Fiumana    | 0 - 0*     | Liguria                 |
| Bologna    | 3 - 1      | Livorno                 |

* luego del tiempo suplementario. 
Spareggio: Liguria-Fiumana 4-2.

### Octavos de final
|          | 7.4.1940 |            |
| -------- | -------- | ---------- |
| Milano   | 1 - 1*   | Fiorentina |
| Lazio    | 2 - 0    | Maceratese |
| Juventus | 3 - 1    | Roma       |
| Brescia  | 3 - 1    | Torino     |
| Modena   | 3 - 1    | Venezia    |
| Napoli   | 0 - 1    | Genova     |
| Siena    | 0 - 2    | Bari       |
| Liguria  | 2 - 1    | Bologna    |

* luego del tiempo suplementario. 
Spareggio: Fiorentina-Milano 5-0.

### Cuartos de final
|            | 28.4.1940 |         |
| ---------- | --------- | ------- |
| Fiorentina | 4 - 1     | Lazio   |
| Juventus   | 3 - 0     | Brescia |
| Modena     | 1 - 2*    | Genova  |
| Bari       | 2 - 0     | Liguria |

* luego del tiempo suplementario.

### Semifinal
|            | 9.6.1940 |          |
| ---------- | -------- | -------- |
| Fiorentina | 3 - 0    | Juventus |
| Genova     | 2 - 0    | Bari     |

### Final
|            | Firenze, 15-6-1940 |        |
| ---------- | ------------------ | ------ |
| Fiorentina | 1 - 0              | Genova |